# Gurdaspur
Gurdaspur est une ville de l'État indien du Pendjab, entre les rivières Beas et Ravi. Il abrite le siège administratif du district de Gurdaspur et se trouve au centre géographique du district, qui partage une frontière avec le Pakistan.
La ville de Gurdaspur doit son nom à Mahant Guriya das ji.

## Données démographiques
Selon le recensement indien de 2011, Gurdaspur comptait 2 299 026 habitants (1 212 995 hommes et 1 086 031 femmes). La population a augmenté de 9,30% par rapport à celle de 2001. Lors du précédent recensement indien de 2001, le district de Gurdaspur avait enregistré une augmentation de sa population de 19,74 % par rapport à 1991. Selon la religion, les hindous représentaient 68,9 % de la population de la ville, les sikhs représentant 24,8 %.
Le taux d'alphabétisation moyen de Gurdaspur en 2011 était de 81,10 %, contre 73,80 % en 2001. Les taux d'alphabétisation des hommes et des femmes étaient respectivement de 85,90 % et 75,70 %. Pour le recensement de 2001, les taux étaient respectivement de 79,80 % et 67,10 %. La population alphabétisée totale était de 1 668 339 personnes, composée de 928 264 hommes et 740 075 femmes. Le sex-ratio est d'environ 895 femmes pour 1 000 hommes. La densité de population était de 649 habitants au km².
| Religion         | Total  | Femelle | Mâle   | Ratio hommes-femmes |
| ---------------- | ------ | ------- | ------ | ------------------- |
| Hindou           | 53 675 | 25 232  | 28 443 | 887                 |
| Sikh             | 19 345 | 9 100   | 10 245 | 888                 |
| Christian        | 3 931  | 1 837   | 2 094  | 877                 |
| musulman         | 383    | 143     | 240    | 595                 |
| bouddhiste       | 9      | 5       | 4      | 1250                |
| Jaïn             | 75     | 40      | 35     | 1142                |
| Autres religions | 87     | 42      | 45     | 933                 |
| Non indiqué      | 423    | 218     | 205    | 1063                |
| Total            | 77 928 | 36 617  | 41 311 | 886                 |

## Éducation
Gurdaspur compte de nombreuses écoles de niveau élémentaire et secondaire et compte 13 écoles d'ingénieurs et de niveau universitaire.

## Lectures complémentaires
- Chester, Lucy P. Frontières et conflits en Asie du Sud : la Commission de délimitation de Radcliffe et la partition du Pendjab . Manchester UP, 2009.

- (pa) Site officiel
- Notice dans un dictionnaire ou une encyclopédie généraliste :   - Britannica